# Carmen García Amo
Carmen García Amo (Torrecilla de la Orden, Valladolid, 11 de juny de 1905 – Madrid, 20 de juliol de 1995) fou una química, bioquímica i farmacèutica espanyola, que treballà especialment en l'estudi del paper que juga el zinc en el metabolisme.
García Amo estudià el batxillerat a l'Instituto Cantábrico de Santander, actualment IES Santa Clara. Després ingressà la Universitat de Santiago de Compostel·la per estudiar química, i s'hi llicencià el 1927. El següent any entrà a formar part del Laboratori d'Investigacions Físiques de Madrid, hostatjada a la Residencia de Señoritas, i durant el curs 1929-1930 assistí a les classes pràctiques de química física, electroquímica i electroanàlisi sota la direcció d'Enric Moles i Ormella (1883-1953), director de la Secció de Química Física del Laboratori.
Quan el 1931 Moles anà a l'Institut Nacional de Física i Química (INFQ), García Amo passà a treballar en la Secció d'Electroquímica, dirigida per Julio de Guzmán Carrancio. Amb ell treballà fins al 1932 en la recerca de metalls barats que poguessin substituir el platí com a material electròdic en electroanàlisi. Durant aquest temps impartí classes de química a la Residencia de Señoritas. El 1942 també obtingué la llicenciatura de Farmàcia i després d'impartir classes a l'institut de segon ensenyament de Girona, actual IES Jaume Vicens Vives, ingressà al Departament de Bioquímica de la Facultat de Farmàcia de la Universitat Complutense de Madrid. El 1949 inicia la seva tesi doctoral en aquest departament dirigida per Ángel Santos Ruiz, del qual després en fou una estreta col·laboradora. Compaginà la seva feina al laboratori amb els títols de diplomada en sanitat i inspectora farmacèutica municipal. Llocs que, com el de professora d'institut, anà deixant sempre en excedència. A principis de la dècada de 1950, amb Santos, s'inicià en la recerca del paper que juga el zinc en el metabolisme. Fou responsable de la secció de Radioactivitat de l'esmentat Departament, el qual estava integrat en l'Institut Espanyol de Fisiologia i Bioquímica, adscrit al Consell Superior d'Investigacions Científiques (CSIC), i de què García Amo fou secretària durant diversos anys. El 1970 fou nomenada acadèmica corresponent de la Reial Acadèmia de Doctors d'Espanya, a la secció Farmàcia.